# 960 Birgit
Birgit è un asteroide della fascia principale. La sua scoperta avvenne nel 1921, presenta un'orbita caratterizzata da un semiasse maggiore pari a 2,2481773 UA e da un'eccentricità di 0,1654095, inclinata di 3,02556° rispetto all'eclittica.
Stanti i suoi parametri orbitali, è considerato un membro della famiglia Flora di asteroidi.
Il suo nome è in onore della figlia dell'astronomo svedese Bror Ansgar Asplind.